# Minden idők 500 legjobb dala (Rolling Stone magazin)
2004-ben a Rolling Stone magazin kiadott egy cikket minden idők 500 legjobb dalának listájával. A listát 172 zenész, kritikus és zeneipari személyiség szavazata alapján állították össze. Ahogyan a minden idők 500 legjobb albumának listáját, ezt is sokan kritizálták. 2010-ben és 2021-ben kiadták újra a listát.

## 2004-es kiadás

### A lista első tíz dala
1. Like a Rolling Stone – Bob Dylan (1965)
2. (I Can’t Get No) Satisfaction – The Rolling Stones (1965)
3. Imagine – John Lennon (1971)
4. What’s Going On – Marvin Gaye (1971)
5. Respect – Aretha Franklin (1967)
6. Good Vibrations – The Beach Boys (1966)
7. Johnny B. Goode – Chuck Berry (1958)
8. Hey Jude – The Beatles (1968)
9. Smells Like Teen Spirit – Nirvana (1991)
10. What’d I Say – Ray Charles (1959)

### Statisztika
A listában az amerikai és brit előadók dominálnak: az 500 dalból 357 amerikai, 117 brit előadó dala, a harmadik legtöbb dallal szereplő ország Írország (12 dal), utána következik Kanada (10 dal), Jamaica (7 dal, Bob Marley and the Wailers, Jimmy Cliff, Toots and the Materials),  kettő dal Ausztráliából (AC/DC), Svédországból (ABBA) és Franciaországból (Daft Punk) egy-egy.
A listában egyetlen dal van, amelyet nem angol nyelven énekeltek (Richie Valens La Bamba című dala), és huszonnyolc képviseli a 21. századot. Két dal szerepel az 1940-es évekből (a Rollin’ Stone Muddy Waters-től, valamint az I’m so Lonesome I Could Cry Hank Williams-től). A  The House of Rising Sun-t is régebben írták (pontosabban egy hagyományos amerikai népdal).
A listán mindössze két instrumentális szám található, a Green Onions a Brooker T. and the MGs-től és a Little Wing a The Jimi Hendrix Experience-től.
A legtöbb dal, pontosan 23 a The Beatles-től szerepel. John Lennon az egyetlen előadó, aki két módon is szerepel a Top 10-ben (szólóban az Imagine című dallal, a Beatles tagjaként a Hey Jude című dallal). A legtöbb dallal képviselt művészek:
| Előadó                 | Dalok száma |
| ---------------------- | ----------- |
| The Beatles            | 23          |
| Bob Dylan              | 15          |
| The Rolling Stones     | 14          |
| Elvis Presley          | 11          |
| The Beach Boys         | 7           |
| Jimi Hendrix           | 7           |
| Chuck Berry            | 6           |
| U2                     | 6           |
| James Brown            | 6           |
| Prince                 | 6           |
| Led Zeppelin           | 6           |
| Sly & the Family Stone | 6           |
| The Clash              | 5           |
| The Drifters           | 5           |
| Elton John             | 5           |
| Ray Charles            | 5           |
| Buddy Holly            | 5           |
| The Who                | 5           |

## 2010-es kiadás

### A lista első tíz dala
1. Like a Rolling Stone – Bob Dylan (1965)
2. (I Can’t Get No) Satisfaction – The Rolling Stones (1965)
3. Imagine – John Lennon (1971)
4. What’s Going On – Marvin Gaye (1971)
5. Respect – Aretha Franklin (1967)
6. Good Vibrations – The Beach Boys (1966)
7. Johnny B. Goode – Chuck Berry (1958)
8. Hey Jude – The Beatles (1968)
9. Smells Like Teen Spirit – Nirvana (1991)
10. What’d I Say – Ray Charles (1959)

### Statisztikák
2010 májusában a Rolling Stone újra kiadta a listát. 26 új dal szerepel rajta, amelyek közül mind a 2000-es években íródott, a The Notorious B.I.G. Juicy dalának kivételével. Az első 25 nem változott, de a listán sok dal más helyezést kapott, 2004-hez képest. A legmagasabb helyen szereplő új dal a Crazy (előadó: Gnarls Barkley) volt, a 100. helyen.
Évtizedek szerint
| Évtized | Dalok száma | %     |
| ------- | ----------- | ----- |
| 1940-es | 1           | 0.2%  |
| 1950-es | 68          | 13.6% |
| 1960-as | 196         | 39.2% |
| 1970-es | 131         | 26.2% |
| 1980-as | 55          | 11%   |
| 1990-es | 22          | 4.4%  |
| 2000-es | 27          | 5.4%  |

Két dalt adtak hozzá a listához a U2-tól és Jay-Z-től. Jay-Z két másik dalon is közreműködött a listán, Beyoncé Crazy in Love, illetve Rihanna Umbrella dalain.
Az egyetlen előadók, akiknek két dala is kiesett a listáról a Crystals volt. Da Doo Ron Ron című számuk a 2004-es listán 114. volt, de 2010-ben már nem kapott helyet.

## 2021-es kiadás

### A lista első tíz dala
1. Respect – Aretha Franklin (1967)
2. Fight the Power – Public Enemy (1989)
3. A Change Is Gonna Come – Sam Cooke (1964)
4. Like a Rolling Stone – Bob Dylan (1965)
5. Smells Like Teen Spirit – Nirvana (1991)
6. What’s Going On – Marvin Gaye (1971)
7. Strawberry Fields Forever – The Beatles (1967)
8. Get Ur Freak On – Missy Elliott (2001)
9. Dreams – Fleetwood Mac (1977)
10. Hey Ya! – Outkast (2003)

### Statisztikák
Évtizedek szerint
| Évtized      | Dalok száma | %     |
| ------------ | ----------- | ----- |
| 1930-as évek | 2           | 0.4%  |
| 1940-es évek | 1           | 0.2%  |
| 1950-es évek | 24          | 4.8%  |
| 1960-as évek | 108         | 21.6% |
| 1970-es évek | 144         | 28.8% |
| 1980-as évek | 80          | 16%   |
| 1990-es évek | 70          | 14%   |
| 2000-es évek | 38          | 7.6%  |
| 2010-es évek | 30          | 6%    |
| 2020-as évek | 3           | 0.6%  |